# Don van der Linden
Don van der Linden (28 november 1976) is een Nederlands handbiker, hij is gespecialiseerd op de wegwedstrijden en tijdrijden.
Van der Linden belandde in na een bedrijfsongeval in een rolstoel. en is daarna begonnen met handbiken.
Van der Linden kwam voor Nederland uit op de Paralympische Zomerspelen 2008 in Peking, waar hij zowel in de tijdrit als in de wegwedstrijd een toptienklassering behaalde.
Sinds februari 2009 is Don van der Linden een eigen bedrijf gestart, dat gespecialiseerd is op het gebied van Arbo en Brandweer technische zaken.

## Beste uitslagen

### Europese Kampioenschappen
| Evenement | Resultaat | Onderdeel |
| --------- | --------- | --------- |
| 2005      | goud      | ?         |

### Nederlandse Kampioenschappen
| Evenement | Resultaat | Onderdeel |
| --------- | --------- | --------- |
| 2006      | goud      | ?         |